# 八幡本通
八幡本通（やはたほんとおり）は、愛知県名古屋市中川区にある町名。現行行政地名は八幡本通1丁目及び八幡本通2丁目。住居表示未実施。

## 地理
名古屋市中川区の北東部に位置し、東に露橋、西に広川町と富川町、南に五女子町と二女子町、北に石場町と柳島町に接する。

## 歴史

### 沿革
- 1942年（昭和17年）10月1日 - 中川区八熊町の一部により、同区八幡本通として成立する[1]。
- 1960年（昭和35年）3月5日 - 中川区八熊町の一部を編入する[1]。
- 1967年（昭和42年）11月27日 - 太道相互銀行中川支店設置[2]。
- 1969年（昭和44年）5月1日 - 中京相互銀行成立に伴い、同中川支店となる[2]。
- 1980年（昭和55年）10月5日 - 中京相互銀行中川支店廃止[2]。
- 1981年（昭和56年）9月6日 - 一部が五女子一丁目・荒江町[1]・露橋二丁目[3]にそれぞれ編入される。

## 世帯数と人口
2019年（平成31年）2月1日現在の世帯数と人口は以下の通りである。
| 町丁     | 世帯数  | 人口  |
| -------- | ------- | ----- |
| 八幡本通 | 151世帯 | 321人 |

### 人口の変遷
国勢調査による人口の推移
| 1995年（平成7年）  | 454人 | [ WEB 5 ] |  |
| 2000年（平成12年） | 387人 | [ WEB 6 ] |  |
| 2005年（平成17年） | 362人 | [ WEB 7 ] |  |
| 2010年（平成22年） | 315人 | [ WEB 8 ] |  |
| 2015年（平成27年） | 319人 | [ WEB 9 ] |  |

## 学区
市立小・中学校に通う場合、学校等は以下の通りとなる。また、公立高等学校に通う場合の学区は以下の通りとなる。なお、小・中学校は学校選択制度を導入しておらず、番毎で各学校に指定されている。
| 丁目          | 小学校                                    | 中学校                                    | 高等学校 |
| ------------- | ----------------------------------------- | ----------------------------------------- | -------- |
| 八幡本通1丁目 | 名古屋市立露橋小学校 名古屋市立八幡小学校 | 名古屋市立山王中学校 名古屋市立八幡中学校 | 尾張学区 |
| 八幡本通2丁目 | 名古屋市立八幡小学校                      | 名古屋市立八幡中学校                      | 尾張学区 |

## 交通
- 愛知県道115号津島七宝名古屋線（佐屋街道）

## 施設
- 名古屋二女子郵便局
- 金印わさび 名古屋工場
- 中川児童館・中川福祉会館・中川児童交通遊園

2丁目。1976年（昭和51年）4月10日に完成し、児童館は同11日、福祉会館は同12日に開館。

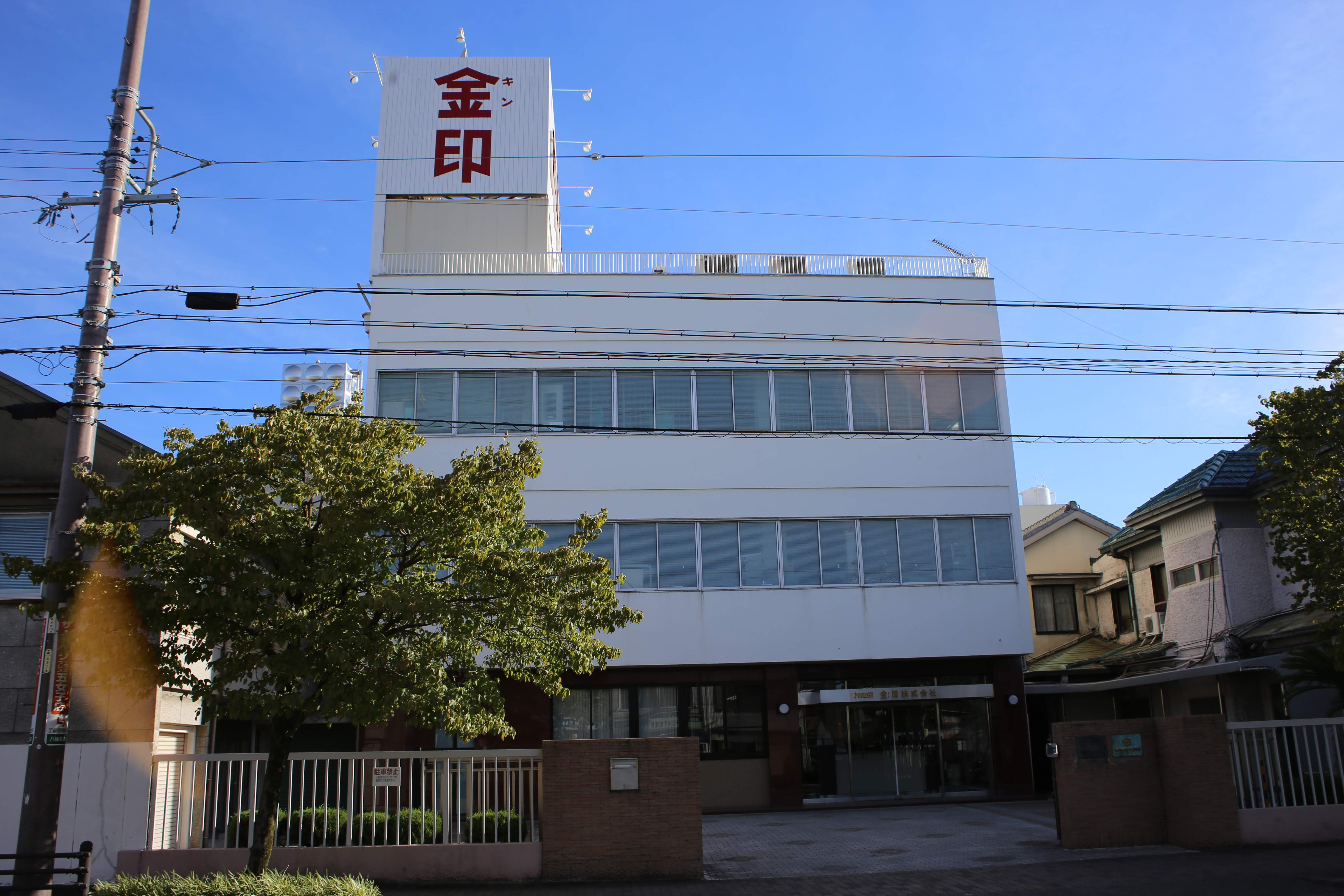
金印わさび名古屋工場（2018年8月）

## その他

### 日本郵便
- 郵便番号 : 454-0031[WEB 2]（集配局：中川郵便局[WEB 12]）。

### WEB
1. 1 2  “町・丁目(大字)別、年齢(10歳階級)別公簿人口(全市・区別)”.   名古屋市 (2019年2月20日). 2019年2月20日閲覧。
2. 1 2  “郵便番号”.  日本郵便. 2019年2月10日閲覧。
3. ↑  “市外局番の一覧”.   総務省. 2019年1月6日閲覧。
4. ↑  “中川区の町名一覧”.   名古屋市 (2015年10月21日). 2019年2月13日閲覧。
5. ↑  総務省統計局 (2014年3月28日). “平成7年国勢調査の調査結果(e-Stat) - 男女別人口及び世帯数 －町丁・字等” (CSV). 2019年4月27日閲覧。
6. ↑  総務省統計局 (2014年5月30日). “平成12年国勢調査の調査結果(e-Stat) - 男女別人口及び世帯数 －町丁・字等” (CSV). 2019年4月27日閲覧。
7. ↑  総務省統計局 (2014年6月27日). “平成17年国勢調査の調査結果(e-Stat) - 男女別人口及び世帯数 －町丁・字等” (CSV). 2019年4月27日閲覧。
8. ↑  総務省統計局 (2012年1月20日). “平成22年国勢調査の調査結果(e-Stat) - 男女別人口及び世帯数 －町丁・字等” (CSV). 2019年4月27日閲覧。
9. ↑  総務省統計局 (2017年1月27日). “平成27年国勢調査の調査結果(e-Stat) - 男女別人口及び世帯数 －町丁・字等” (CSV). 2019年4月27日閲覧。
10. ↑  “市立小・中学校の通学区域一覧”.   名古屋市 (2018年11月10日). 2019年1月14日閲覧。
11. ↑  “平成29年度以降の愛知県公立高等学校（全日制課程）入学者選抜における通学区域並びに群及びグループ分け案について”.   愛知県教育委員会 (2015年2月16日). 2019年1月14日閲覧。
12. ↑  郵便番号簿 平成29年度版 - 日本郵便. 2019年02月10日閲覧 (PDF)

### 書籍
1. 1 2 3  名古屋市計画局 1992, p. 826.
2. 1 2 3  「人・まち・くらし 中京銀行の50年」編集委員会 1994, p. 150.
3. ↑  名古屋市計画局 1992, p. 828.
4. 1 2  名古屋市会事務局 1995, p. 46.